# Restaurant AOC - Aarø & Co
Restaurant AOC – Aarø & Co eller blot AOC er en restaurant, beliggende i Moltkes Palæs kælder i København. Restauratør Christian Aarø Mortensen modtog 16. marts 2010 en Michelinstjerne. I 2015 modtog restauranten sin anden stjerne i madguiden. De blev fornyet i både 2016 og 2017.
Stedet åbnede i 2004 under navnet Prémisse, og skiftede i 2009 til det nuværende.